# ماركو كورنيز
ماركو كورنيز (بالإسبانية: Marco Antonio Cornez)‏ مواليد 15 أكتوبر 1957 في تشيلي، هو لاعب كرة قدم تشيلي سابق كان يلعب في حراسة المرمى. سبق له أن لعب في كأس العالم لكرة القدم مع منتخب بلاده.

## روابط خارجية
- ماركو كورنيز على موقع قاعدة بيانات كرة القدم.إي يو (الإنجليزية)
- ماركو كورنيز على موقع ناشيونال فوتبول تيمز (الإنجليزية)
- ماركو كورنيز على موقع عالم كرة القدم.نت (الإنجليزية)